# Camille Chevillard

Camille Chevillard

Paul Alexandre Camille Chevillard (* 14. Oktober 1859 in Paris; † 30. Mai 1923 in Chatou) war ein
französischer Komponist und Dirigent.

## Leben
Der Sohn des Cellisten Pierre Alexandre Chevillard studierte Klavier am Pariser Konservatorium. 1895 gründete er das Trio Chevillard-Hayot-Salmon. 1887 assistierte er Charles Lamoureux bei dessen Uraufführung des Lohengrin in Paris. Ab 1897 vertrat er Lamoureux häufig als Leiter der Concerts Lamoureux, nach dessen Tod 1899 folgte er ihm als Leiter der Konzerte nach. Er dirigierte u. a. die Uraufführung von Claude Debussys Nocturnes (1900 und 1901) und La mer (1905).
Chevillard komponierte kammermusikalische und sinfonische Werke, eine Schauspielmusik sowie Lieder.

## Ehrungen
- 1902: Offizier der Ehrenlegion

## Werke
- Klaviertrio
- Klavierquartett
- Klavierquintett
- Sonate für Violine und Klavier
- Sonate für Cello und Klavier, UA 1896
- Variationen für Klavier
- Etude chromatique für Klavier
- Ballade symphonique, 1889
- Quatre petites pièces, 1893
- Le chène et le roseau, sinfonische Dichtung
- Fantaisie symphonique
- Musik zu Édouard Schurés Drama La Rousalka, UA 1903

| Personendaten    | Personendaten                                           |
| ---------------- | ------------------------------------------------------- |
| NAME             | Chevillard, Camille                                     |
| ALTERNATIVNAMEN  | Chevillard, Paul Alexandre Camille (vollständiger Name) |
| KURZBESCHREIBUNG | französischer Komponist und Dirigent                    |
| GEBURTSDATUM     | 14. Oktober 1859                                        |
| GEBURTSORT       | Paris                                                   |
| STERBEDATUM      | 30. Mai 1923                                            |
| STERBEORT        | Chatou                                                  |